# 瓦西里·巴比奇
瓦列里·巴比奇（英語：Valery Babich) (1941年1月27日-），乌克兰作家，黑海造船厂设计部主任，并担任克里米亚海航陆基训练设施设计总师。生于乌克兰扎波里日亚，1950年随父母迁至尼古拉耶夫，1955年考入尼古拉耶夫造船学院，1959年大学毕业。毕业后1959-1962年在61名公社社员船厂作为电气工程师。1967年在尼古拉耶夫造船所深造，毕业后分配到黑海造船厂担任主任设计师，参与了直升机航母“莫斯科”和“列宁格勒”号武器系统的建造工作。在1970-1991年参与建造了苏联所有航母：基辅（1970-1975），明斯克（1976-1978），新罗西斯克，巴库，第比利斯，瓦良格和乌里扬夫斯克（1979-1991）。在2000年后开始文学创作，是乌克兰记者协会会员，俄罗斯作家协会会员，2002年获得乌克兰写作大奖，2006年获得金笔奖，2012年获得写作成就奖。
2017年瓦列里·巴比奇遷居中华人民共和国，幫助中华人民共和国建造航母。

## 著作
- 《我们的航母2003》（俄文）
- 《圣尼古拉斯城及其航母（2009）》（俄文）
- 《圣尼古拉斯城记者及城市的历史与未来（2011）》（俄文）
- 《航母海上对抗》（2013）（中文）

在乌克兰、俄罗斯、中国和印度等报纸杂志上刊发50多篇文章。